# Archives of Psychiatry and Psychotherapy
Archives of Psychiatry and Psychotherapy – międzynarodowe czasopismo naukowe z zakresu psychiatrii i psychoterapii, założone w 1999 roku. Organem założycielskim kwartalnika jest Polskie Towarzystwo Psychiatryczne. Wydawane jest w języku angielskim przez Komitet Redakcyjno-Wydawniczy Polskiego Towarzystwa Psychiatrycznego, a redakcja znajduje się przy Katedrze Psychoterapii Collegium Medicum Uniwersytetu Jagiellońskiego. Recenzentami są polscy i zagraniczni specjaliści. Wszystkie zasoby internetowe udostępnione są nieodpłatnie. Czasopismo jest indeksowane w EMBASE/Excerpta Medica, PsycINFO, EBSCO, Index Copernicus (5,53 p), PBL/GBL, DOAJ, CrossrRef/DOI, Cochrane Library, SCOPUS, w rankingu MNiSW zdobyło 8 punktów. 